# Mesostenus opuntiae
Mesostenus opuntiae är en stekelart som beskrevs av Porter 1977. Mesostenus opuntiae ingår i släktet Mesostenus och familjen brokparasitsteklar. Inga underarter finns listade i Catalogue of Life.